# Храстова пискуна
Храстова пискуна или храстова пищяща жаба (Arthroleptis wahlbergii), е вид жаба от семейство Arthroleptidae. Видът не е застрашен от изчезване.

## Разпространение
Разпространен е в Южна Африка.

## Описание
Популацията на вида е стабилна.